# La Révolte de Bunny
Pour les articles homonymes, voir Mutiny.
Ne doit pas être confondu avec Les Révoltés du Bunny.
Pour plus de détails, voir Fiche technique et Distribution.
La Révolte de Bunny, ou Un voyage gratuit (Mutiny on the Bunny), est un cartoon des Looney Tunes de 7 minutes réalisé par Friz Freleng en 1950, mettant en scène Bugs Bunny et Sam le pirate. C'est le second volet de la trilogie spécial pirates avec Les Révoltés du Bunny et Le Feu aux poudres.

## Synopsis
Shanghai Sam vient de perdre son dernier matelot. Il roule Bugs en lui faisant croire qu'il va passer une croisière de rêve. Bugs doit ramer pour faire avancer le bateau, il doit laver le pont et en profite pour écrire un texte qui vise à insulter Sam, ce dernier lave le pont à sa place. Après s'être rendu compte de la supercherie, Sam coule après s'être déguisé en vieille dame et attrapé une ancre en forme de bébé sur un canoë. Il coule involontairement son bateau en suivant une carte au trésor. Dès lors, une séquence montre Sam en train de construire son bateau puis de le baptiser. Sam, en voulant tirer sur Bugs avec un canon, recoule son bateau.
Le nouveau bateau recoule après que Sam a voulu rattraper un boulet sauf que cette fois, Bugs accroche le bateau et part à moitié détruit. Finalement, Bugs finit par avoir sa croisière.